# Ciccio Barbi
Alfio Francesco „Ciccio“ Barbi (* 19. Januar 1919 in Trofarello; † 26. November 1992 in Rom) war ein italienischer Schauspieler.

## Leben
Francesco „Ciccio“ Barbi spielte bis 1953 fast ausschließlich auf der Bühne, für die Avvanspettacolo oder in Revuetheatern, wo der bullige, rotgesichtige, gutmütig wirkende Schauspieler Charakterrollen innehatte. Diese Figuren spielte er auch in der dann reichhaltigen Filmkarriere, die er ab 1953 vorweisen kann; er gehörte für ein Jahrzehnt zu den bekanntesten Gesichtern in Komödien, wo er Priester, Militärs oder Polizisten darstellte. Nach Ende der 1960er Jahre war er nur noch einmal zu sehen. Im Fernsehen war er häufiger Gast in Sendungen wie Carosello.

## Filmografie (Auswahl)
- 1947: L'onorevole Angelina
- 1955: Ein Held unserer Tage (Un eroe dei nostri tempi)
- 1956: Neros tolle Nächte (Mio figlio Nerone)
- 1960: Der Weg zurück (Tutti a casa)
- 1961: Das Mädchen mit dem leichten Gepäck (La ragazza con la valigia)
- 1961: I magnifici tre
- 1962: Die gewaltigen Sieben (Maciste, il gladiatore più forte del mondo)
- 1977: Orazi e curiazi 3-2